# Невирков
Невирков (укр. Невірків) — село в Великомежиричской сельской общине Ровненского района Ровненской области Украины.
До 2020 года входило в Корецкий район.
Население по переписи 2001 года составляло 1124 человека. Почтовый индекс — 34721. Телефонный код — 3651.